# Zeami Motokiyo
Zeami Motokiyo (japanska: 世阿弥 元清), född cirka 1363, död cirka 1443, även känd som Kanze Motokiyo (japanska: 観世 元清), var en japansk estetiker, skådespelare och manusförfattare.

## Skådespelaren
Zeami blev utbildad av sin far, Kan'ami, som också var en skådespelare. Fadern och sonen grundade No-teatern. När Kan'amis följe spelade inför Ashikaga Yoshimitsu, Shogun över Japan, så tillfrågades om Zeami skulle ha en högre utbildning i konsten. Shogunen tog pojken som sin älskare, enligt Shudotraditionen 1374.
När Zeami efterträdde sin far så fortsatte han att utveckla det som idag är No-teatern – en blandning mellan pantomim och röstakrobatik.

## Författaren
Zeami är tillskriven nästan 50 pjäser. Bland annat Izutsu, Hagoromo (Fjädermanteln), Koi no omoni och Takasago.

## Eftermäle
Nedslagskratern Zeami på planeten Merkurius är uppkallad efter honom.